# Diatropomma annettae
Diatropomma annettae är en tvåvingeart som beskrevs av Greathead och Neal L. Evenhuis 2001. Diatropomma annettae ingår i släktet Diatropomma och familjen svävflugor.
Artens utbredningsområde är Tanzania. Inga underarter finns listade i Catalogue of Life.